# Ардёй-э-Монфоксель
Ардёй-э-Монфоксе́ль (фр. Ardeuil-et-Montfauxelles) — коммуна во Франции, находится в регионе Шампань — Арденны. Департамент коммуны — Арденны. Входит в состав кантона Монтуа. Округ коммуны — Вузье.
Код INSEE коммуны — 08018.
Коммуна расположена приблизительно в 180 км к востоку от Парижа, в 45 км северо-восточнее Шалон-ан-Шампани, в 60 км к югу от Шарлевиль-Мезьера.

## Население
Население коммуны на 2008 год составляло 88 человек.
| 1962 | 1968 | 1975 | 1982 | 1990 | 1999 | 2008 |
| ---- | ---- | ---- | ---- | ---- | ---- | ---- |
| 97   | 120  | 91   | 89   | 91   | 76   | 88   |

## Экономика
В 2007 году среди 49 человек в трудоспособном возрасте (15—64 лет) 32 были экономически активными, 17 — неактивными (показатель активности — 65,3 %, в 1999 году было 61,0 %). Из 32 активных работали 30 человек (19 мужчин и 11 женщин), безработных было 2 (1 мужчина и 1 женщина). Среди 17 неактивных 3 человека были учениками или студентами, 3 — пенсионерами, 11 были неактивными по другим причинам.

## Фотогалерея
- Церковь Нотр-Дам
- Карта коммуны